# Bisterschied
Bisterschied település Németországban, Rajna-vidék-Pfalz tartományban. Lakosainak száma 232 fő (2023. december 31.).

## Népesség
A település népességének változása:
| Lakosok száma | 301  | 244  | 242  | 238  | 225  | 225  | 232  |
|               | 1975 | 2014 | 2017 | 2019 | 2021 | 2022 | 2023 |